# Escanaba Mill
Escanaba Mill är ett pappersbruk i Escanaba, Michigan, i USA och ingående i koncernen Billerud som en av nio produktionsplatser.
Escanaba Mill började tillverka papper år 1911 som Escanaba Pulp and Paper Company. I orten Escanaba är pappersbruket den största lokala tillverkningsarbetsgivaren.
Idag producerar bruket främst grafiskt papper och en kapacitet för att producera ungefär 730 000 ton papper varje år.
Brukets 900 hektar stora anläggning har ett kraftmassabruk, ett mekaniskt massabruk för raffinörer, tre pappersmaskiner, en massatork, tre off-machine bladbeläggare, sex superkalandrar och sex rullmaskiner.

## Historik

### 1891-1911
Escanaba Bruk funktionerade 1891 som Escanaba Electric Street Railway Company, innan Escanaba Pulp and Paper Company organiserades 20 år senare. I mer än 100 år har Escanaba-bruket genomgått expansioner och uppgraderingar.

### Tidig historia (1920–1995)
Brukets pappersmaskin No. 1 började officiellt producera tidningspapper den 17 januari 1920 och pappersmaskin No. 2 driftsattes samma år i juni. Cirka 100 personer arbetade på maskinerna och producerade ungefär 300 ton tidningspapper om dagen.
Under 1939 hade bruket ungefär 375 medarbetare.
År 1942 köpte Mead Corporation bruket och Escanaba Paper Company blev ett Mead-dotterbolag. Fem år senare utökade företaget pappersmaskinsystem No. 1 med installation av två bestrykare, superkalandrar och omlindare, vilket gjorde att bruket kunde tillverka bestruket tryckpapper. Produktionen av tidningspapper lades ner ungefär 36 år efteråt.
Bruket fortsatte att expandera under Meads ägarskap och under de kommande fyra decennierna var bruket involverad i flera expansionsprojekt i mångmiljonbelopp (USD). Inom dessa projekt installerades Pappersmaskin No 3, Kraftmassabruk, Turbingeneratorer No. 7 och No. 8 och Bark Kraftpanna No. 9  mellan åren 1969-1972.
Mead Publishing Paper Division skapades 1976 och pappersmaskinen #4, "The Spirit of Escanaba", startade sin verksamhet och fullbordade den största enskilda expansionen i Meads historia. Installationen av Pappersmaskin No.4, Massabruk, turbingenerator No. 9 och Elpannor No. 11. skedde fram till år 1980.
År 1995 hade Escanaba-bruket 1 300 anställda på sin lönelista och gav ytterligare 500 jobb inom avverkning och transport.

### WestWaco Corporation och NewPage (2001-2014)
Mead gick samman med Westvaco 2001 och Escanaba-bruket skulle då byta moderbolag.
MeadWestvaco Corp. sålde sin pappersverksamhet, inklusive Escanaba-bruket, till en privat utköpsgrupp för 2,3 miljoner dollar år 2005. Och två år senare, 2007, förvärvade NewPage bruket från MeadWestvaco Corp.

### En del av Verso (2014-2022)
Under 2014 köptes NewPage, inklusive Escanaba-bruket, upp av Verso, och bildade Verso Corporation.
År 2022 köptes Verso Corporation upp av BillerudKorsnäs och Escanaba-bruket blev en av tio produktionsanläggningar inom koncernen.